# 巴貝克區
巴貝克區是阿塞拜疆的一個區，位於該國納希切萬中部，北鄰亞美尼亞，南隔阿拉克斯河與伊朗相望。自治共和國首府納希切萬被本區完全包圍。面積約1,170平方公里，人口67,700人。首府巴貝克。
1991年前被稱為納希切萬區。巴貝克是9世紀初反對阿拔斯王朝的領袖。